# Hannah John-Kamen
Hannah John-Kamen, est une actrice britannique, née le 6 septembre 1989 à Anlaby (Yorkshire de l'Est). 
C'est son rôle de Dutch dans la série télévisée de science-fiction Killjoys (2015-2019), qui la fait connaître au grand public et lui permet d'entamer une carrière au cinéma. Dès lors, elle joue notamment dans des longs métrages comme Star Wars, Épisode VII : Le Réveil de la Force (2015), Ready Player One (2018), Tomb Raider (2018) et Ant-Man et la Guêpe (2018). Après les séries Brave New World (2020) et Intimidation (2020), elle est choisie pour incarner le personnage de Jill Valentine dans le film Resident Evil: Bienvenue à Raccoon City.

## Biographie

### Jeunesse et formation
Elle est la plus jeune des trois enfants d'un psychologue judiciaire nigérian et d'une mannequin norvégienne. 
Elle fréquente l'école primaire à Kirk Ella et fait ses études secondaires à la Hull Collegiate School. Elle se forme ensuite au National Youth Theatre à Londres. En 2012, elle est diplômée de la Central School of Speech and Drama et décide d'entamer une carrière dans le milieu du divertissement. 

### Killjoyset révélation britannique

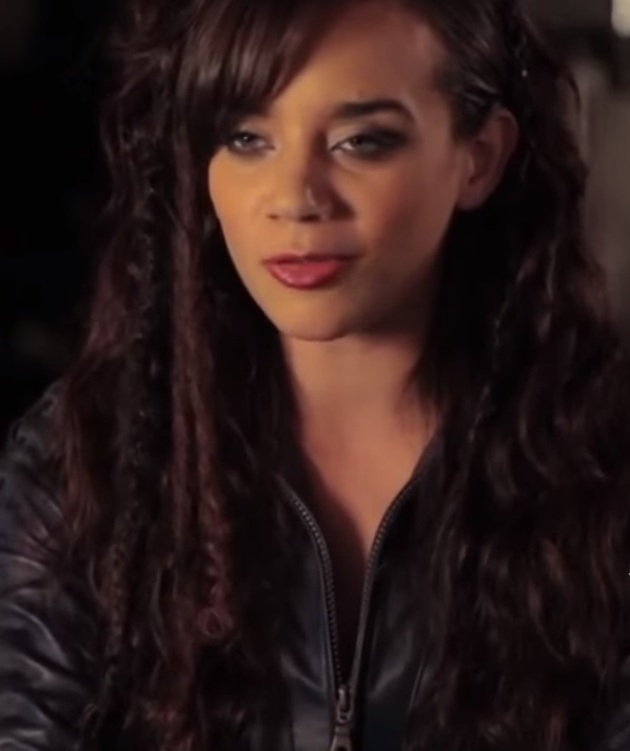
En 2015, sur le tournage de la série télévisée Killjoys.

En 2011, elle débute en prêtant sa voix pour les besoins du jeu vidéo Dark Souls et en apparaissant dans un épisode de la série britannique Misfits. L'année suivante, elle décroche ses premiers rôles réguliers pour des séries comme Whitechapel et The Hour.
Mais c'est au théâtre qu'elle décroche son premier grand rôle, en jouant le rôle de Viva dans la comédie musicale Viva Forever, basée sur les chansons du groupe pop Spice Girls. La troupe se présente notamment sur la scène du Piccadilly Theatre mais les critiques négatives abrègent les représentations, tout en saluant la performance de Hannah John-Kamen, comme le fait le The Daily Mirror. 
Elle fait donc un retour précautionneux à la télévision, en jouant dans une poignée d'épisodes de la série Happy Valley et en faisant son retour dans le doublage pour Dark Souls II.
L'année 2015 est placée sous le signe de la science-fiction : En effet, elle décroche un petit rôle dans le blockbuster Star Wars, épisode VII : Le Réveil de la Force mais signe surtout pour le rôle principal féminin de la série télévisée Killjoys, qui l'installe sur le petit écran,. 
Elle s'exporte petit à petit, en s'invitant ensuite sur le plateau de séries télés comme Game of Thrones et Tunnel. Après une première apparition en 2011, elle ré intervient dans un épisode de la série Black Mirror, en 2016.  

### Progression àHollywood

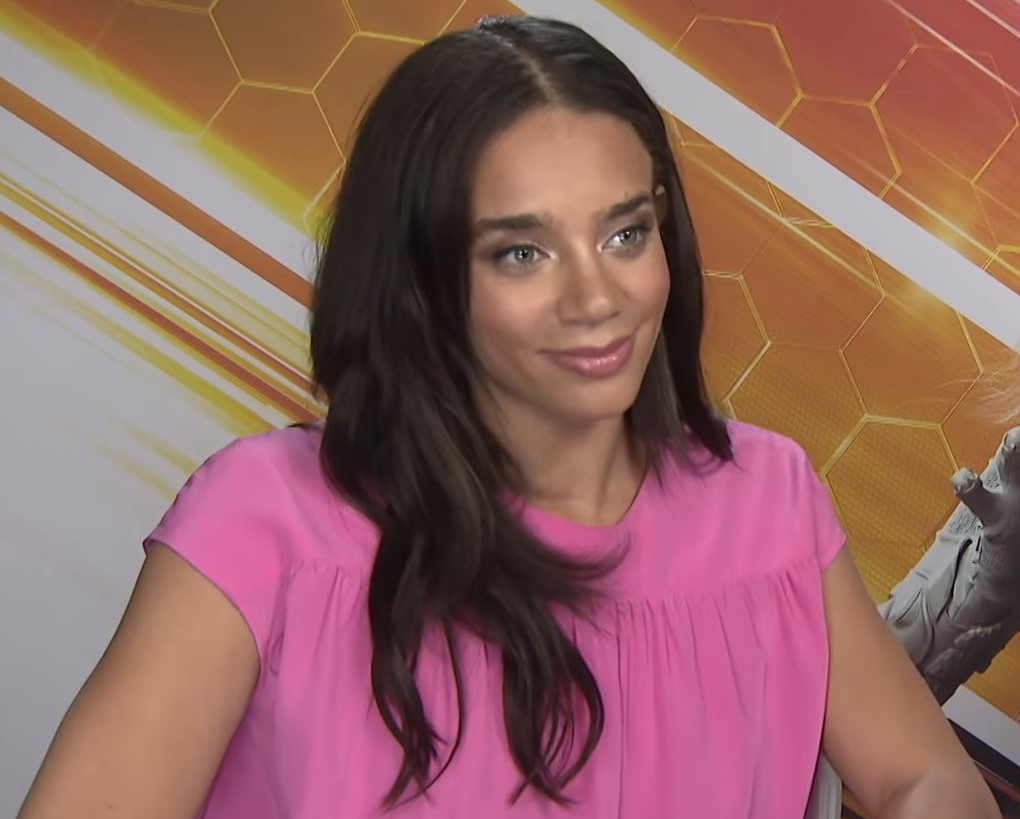
En 2018, pour la promotion dAnt-Man et la Guêpe.

Mais c'est au cinéma qu'elle tente de percer, en acceptant des seconds rôles dans des grosses productions. C'est ainsi qu'en 2018, elle est successivement à l'affiche de trois blockbusters différents : le reboot de l'adaptation cinématographique du célèbre jeu vidéo Tomb Raider, puis Ready Player One, un film de science-fiction réalisé par Steven Spielberg et le film de super-héros, Ant-Man et la Guêpe, jouant l'antagoniste principal dans ce second volet des aventures d'Ant-Man appartenant à l'univers cinématographique Marvel. 
2019 marque l'arrêt de Killjoys à l'issue de la cinquième saison. Hannah John-Kamen enchaîne les projets : elle joue dans une mini-série en huit épisodes, Intimidation, pour la plateforme Netflix. Il s'agit d'une adaptation en série de romans de Harlan Coben dans laquelle elle incarne l'héroïne principale. Dans le même temps, elle rejoint Kylie Bunbury, Joseph Morgan dans un rôle régulier pour la série d'USA Network, Brave New World, une série annulée après tout juste une saison.   
Au cinéma, après la série de films Resident Evil de Paul W. S. Anderson, la franchise horrifique fait l'objet d'une série Netflix ainsi que d'un reboot pour le cinéma. Elle se voit offrir le rôle de Jill Valentine, l'un des personnages emblématiques. Elle est également le premier rôle d'une production de la Warner Bros, The Little People, aux côtés de Douglas Booth,.

## Filmographie

### Cinéma
- 2015 : Star Wars, épisode VII : Le Réveil de la Force (Star Wars: Épisode VII – The Force Awakens) de J. J. Abrams : une officier du Premier Ordre
- 2018 : Tomb Raider de Roar Uthaug : Sophie
- 2018 : Ready Player One de Steven Spielberg : F'Nale Zandor
- 2018 : Ant-Man et la Guêpe (Ant-Man and the Wasp) de Peyton Reed : Ava Starr / le Fantôme
- 2021 : Resident Evil : Bienvenue à Raccoon City (Resident Evil: Welcome to Raccoon City) de Johannes Roberts : Jill Valentine
- 2021 : SAS: Rise of the Black Swan (SAS: Red Notice) de Magnus Martens : Dr Sophie Hart
- 2022 : Unwelcome de Jon Wright : Maya
- 2023 : Breaking Point de Max Giwa et Dania Pasquini : Kate
- 2025 : Thunderbolts* de Jake Schreier : Ava Starr / le Fantôme
- 2026 : Avengers: Doomsday d'Anthony et Joe Russo : Ava Starr / le Fantôme

### Télévision

#### Téléfilm
- 2015 : The Ark de Kenneth Glenaan : Nahlab

#### Séries télévisées
- 2011 : Misfits : Carly (saison 3, épisode 6)
- 2011 : Black Mirror : Selma Telse (saison 1, épisode 2)
- 2012 : Whitechapel : Rosy (saison 3, 2 épisodes)
- 2012 : The Syndicate : Une assistante (1 épisode)
- 2012 : The Midnight Beast : Pizza Girl (1 épisode)
- 2012 : The Hour : Rosa Maria Ramirez (saison 2, 4 épisodes)
- 2014 : Meurtres au paradis : Yasmin Blake (1 épisode)
- 2014 : Happy Valley : Justine (saison 1, 4 épisodes)
- 2015 : Cucumber : Violet (Mini-série, 2 épisodes)
- 2015 : Banana : Violet (Mini-série, 2 épisodes)
- 2015 - 2019 : Killjoys : Dutch / Aneela (rôle principal - 50 épisodes)
- 2016 : Tunnel : Rosa Persaud (saison 2, 5 épisodes)
- 2016 : Game of Thrones : Ornela (saison 6, 2 épisodes)
- 2016 : Black Mirror : Sonja (saison 3, épisode 2)
- 2019 : The Dark Crystal: Age of Resistance : Naia (voix, 5 épisodes)
- 2020 : Brave New World : Wilhelmina 'Helm' Watson (saison 1, 9 épisodes)
- 2020 : Intimidation : l'inconnue (mini-série, 8 épisodes)

### Jeux vidéo
- 2011 : Dark Souls : Lord's Blade Ciaran (voix originale)
- 2014 : Dark Souls II : Sweet Shalquoir (voix originale)

### Clip
- 2015 : Sometimes I Feel So Deserted de The Chemical Brothers

## Théâtre
- 2012-2013 : Viva Forever (Piccadilly Theatre)[13]

## Distinctions
Sauf indication contraire ou complémentaire, les informations mentionnées dans cette section proviennent de la base de données IMDb.

### Récompenses
- IMDb Awards 2018 : Top 10 des révélations de l'année

### Nominations
- Behind the Voice Actors Awards 2015 : meilleur doublage féminin dans un second rôle dans un jeu vidéo et meilleur doublage par une distribution dans un jeu vidéo pour Dark Souls II

## Voix françaises
- Marie Tirmont[15] dans : 
  - Meurtres au paradis (série télévisée)
  - Killjoys (série télévisée)
  - Ready Player One
  - Ant-Man et la Guêpe
  - Intimidation (série télévisée)
  - SAS: Red Notice
  - Resident Evil : Bienvenue à Raccoon City
  - Thunderbolts*

Et aussi
- Pascale Chemin[15] dans Black Mirror (série télévisée, saison 1 épisode 2)
- Angélique Heller dans Black Mirror (série télévisée, saison 3 épisode 2)
- Claire Morin[15] dans Happy Valley (série télévisée)
- Déborah Claude[15] dans Tomb Raider